# Phyllodoce nana
Phyllodoce nana är en ringmaskart som beskrevs av Saint-Joseph 1906. Phyllodoce nana ingår i släktet Phyllodoce och familjen Phyllodocidae. Inga underarter finns listade i Catalogue of Life.